# 華やかに傷ついて
「華やかに傷ついて」（はなやかにきずついて）はチャゲ&飛鳥（現：CHAGE and ASKA）の楽曲。自身の9作目のシングルとして、ワーナー・パイオニア（現：ワーナーミュージック・ジャパン）から1983年9月28日に発売された。

## 背景・リリース
前作「マリオネット」からおよそ5か月ぶりのシングルである。コンサートツアー『21世紀への招待 Part 1』の最中に発売され、発売日から2日後の1983年9月30日には、史上初めて国立代々木競技場第一体育館を音楽会場に使用したコンサートが開催された:377。

## 収録曲
| #         | タイトル             | 作詞      | 作曲      | 編曲      | 時間 |
| --------- | -------------------- | --------- | --------- | --------- | ---- |
| 1.        | 「華やかに傷ついて」 | 飛鳥涼    | 飛鳥涼    | 平野孝幸  | 4:28 |
| 2.        | 「少年」             | 松井五郎  | チャゲ    | 瀬尾一三  | 3:52 |
| 合計時間: | 合計時間:            | 合計時間: | 合計時間: | 合計時間: | 8:20 |

## 楽曲解説
1. 華やかに傷ついて
LP盤には未収録であったが、アルバム『INSIDE』がキャニオンレコードからCDが再発売される際にボーナス・トラックとして収録された。
2. 少年
LP盤には未収録であったが、アルバム『CHAGE&ASUKA IV -21世紀-』がキャニオンレコードからCDが再発売される際にボーナス・トラックとして収録された。

## 収録アルバム
- CHAGE&ASUKA IV -21世紀- (#2)
- 1983.9.30 CHAGE&ASUKA LIVE IN YOYOGI STADIUM (#1)※ライブ音源
- INSIDE (#1)
- SUPER BEST (#1)
- SUPER BEST BOX SINGLE HISTORY 1979-1994 AND Snow Mail (#1)※リミックス・バージョン